# وصول مفتوح

شعار النفاذ الحر وقع تصميمه من قبل المكتبة العمومية للعلوم بلوس PLoS.

الوصول المفتوح أو الوصول الحر أو النفاذ الحر (بالإنجليزية: Open Access)‏، تبارى الباحثون فرادى وجماعات عبر مؤسسات ومشاريع أو مبادرات على وضع تعريف محدد لمصطلح "Open Access" وتعددت التعريفات والمصطلحات. 

## تعريف الوصول أو النفاذ الحر
الوصول الحر/ النفاذ الحر (OA) يشير إلي عدم وجود مقيدات في الوصول عبر الإنترنت إلي اللإنتاج الفكري العلمي على جميع أشكاله نتائج البحوث المنشورة، بما في ذلك المجلات المحكمة والغير محكمة وأوراق المؤتمرات والأطروحات وفصول الكتب والدراسات. يمكن أن يشمل النفاذ الحر، من الناحية النظرية، الوصول إلى البيانات المعتمد عليها في البحث وذلك للتنقيب في البيانات.
وهناك طرق لتطبيق ذلك على أرض الواقع، من بينهم مساران رئيسان للنفاذ الحر لنتائج البحوث العلمية:
المسار الأخضر عبر الإيداع من قبل المؤلفين لمقالاتهم وإنتاجهم المعرفي، في نسخته القبلية أو/و البعدية للنشر، في مستودعات رقمية متاحة على الخط وللعموم.
المسار الذهبي : ويكون ذلك عبر النشر الإنتاج العلمي في دوريات علمية خاصة بالنفاذ الحر تطبق التحكيم العلمي ثم تتيح المحتويات المقبولة للعموم بصفة حرة.وتختلف هذه الدوريات في مصدر تمويلها حيث تغطى تكاليف النشر (التحكيم العلمي والإعداد وتوفيرها على خط...) في معظم الأحيان إما عبر تقاضى معلوم المعالجة على المقالات المقبولة أوعبر تلقي منح وتموّيلات من مؤسسات داعمة.

## المصطلحات

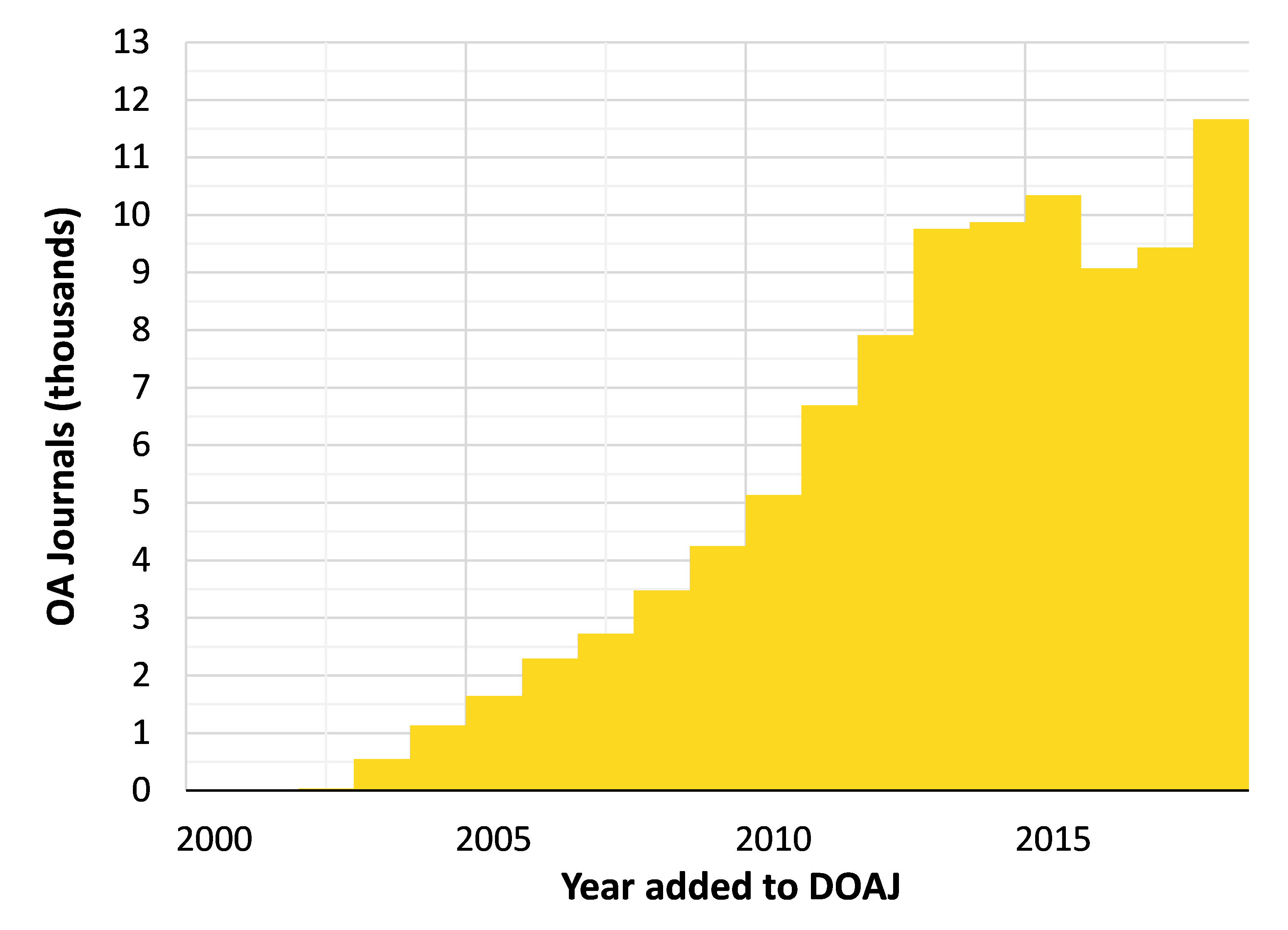
عدد المجلات المدرجة في DOAJ. البيانات من: موريسون، هيذر، 2014، "النمو الدراماتيكي للوصول المفتوح"

تعددت وإختلفت المصطلحات المستعملة عند النشطاء الحركة في البلدان العربية وذلك نتاجا لترجمة عبارة «وصول مفتوح» إلى اللغة العربية، مثلها مثل حال معظم اللغات. وفي هذا السياق، البعض تجده يستعمل عبارة «الوصول الحر» والبعض الأخر «الوصول المفتوح»، كما نجد عبارة «النفاذ المفتوح» و«النفاذ الحر». والملاحظ أن هذا الاختلاف مرجعه الاختلاف في الترجمة الحرفية لكلتا الكلمتين: Access وOpen كل واحدة على حدة.
فعبارة "Access" يمكن ترجمتها إلى وصول وإلى نفاذ. أما عبارة "Open" فيمكن ترجمتها إلى مفتوح وإلى حر.
وقد فضل استعمال كلمة «النفاذ» على «الوصول» لسببين أساسيين: أولا النفاذ اعتبارا لمعناه «جواز الشيء والخلوص منه» وبالتالي هناك تأكيد لتخطي كل الحواجز القائمة لأستعمال والاستغلال المباشر والفعلي للشيء وهو ما يتماشى مع مفهوم وتعريف النفاذ الحر (انظر أعلاه). ولنفس السبب فضل البعض استعمال كلمة «حر» على «مفتوح» لدلالة على السعي لإزالة بعض الحواجز والإشكاليات التي تحول دون الاستفادة من الإنتاج الفكري المعرفي كالحواجز القانونية والمالية.
والمتمعن في أصل هذا الأختلاف، يجد له أصلا: حيث ميز بيتر سابر بين مصطلحين "Gratis Open Access" عند انتفاء فقط الحواجز التسعرية و"Libre Open Access" الأكثر تحررا بإزالت على الأقل بعض حواجز الإذن المسبق المتعلقة بحقوق الملكية الفكرية. وبالتالي يكون النفاذ المفتوح أو الوصول المفتوح هو إتاحة الإنتاج العلمي والمعرفي مجانا، و«الوصول الحر» و«النفاذ الحر» إتاحته مع تراخيص الاستغلال.

## نشأته
ان فكرة تخزين واعادة استخدام المقالات والابحاث بحرية والوصول اليها بدأت منذ قرن ماضى قبل التوصل إلى كلمة أو فكرة الوصول الحر. كان علماء الكمبيوتر يقومون بالارشفة الذاتية على بروتوكول نقل الملفات لحفظها منذ السبعينيات، وكذلك علماء الفيزياء يستخدمونه للارشفه الذاتية لحفظ اعمالهم في التسعينيات.اما الاقتراح الذي تم تقديمه لتعميم ممارسة فكرة الوصول الحر بدأت في العام 1994.
مفهوم هذة الفكرة تأسس في البداية لاتاحة الوصول للابحاث العلمية الخاصة بالمجلات العلمية بدون اى قيود.أما مصطلح (Open Access) «الوصول الحر» نفسه، كان قد استخدم في ثلاث تصريحات عامة في بداية القرن الثانى والعشرين في: مبادرة بودابيست للنفاذ الحر في فبراير 2002، ثم في بيان بيثيسدا للنشرالحر في يونيو 2003، وأخيرا وليس اخراً في بيان برلين حول المعبرالمفتوح إلى المعرفة العلمية في أكتوبر 2003.
و قد ساهمت إتاحة استخدام العامة للانترنت على نطاق واسع في أواخر التسعينيات وأوائل القرن الحادى والعشرين، في جعل فكرة النفاذ الحر ممكنا، وبدأت الإتاحة الحرة بالأرشفة الذاتيه للمقالات المنشورة مسبقا، وبإنشاء مجلات تتسم بالإتاحة الحرة. وكانت المجلات التقليدية ذات الوصول غير الحر تغطي تكاليف النشر من خلال رسوم الدخول مثل الاشتراكات أوالتراخيص للموقع أو الدفع لكل مشاهدة. كما توفر بعض المجلات التقليدية وصولا مفتوحا لمقالاتها بعد فترة حظر من 6-12 أشهر أو أكثر.

## المبادرات: الباءات الأربعة

### رسالة المفتوحة للمكتبة العمومية للعلوم Plos
كانت مبادرة المكتبة العامة للعلوم من البدايات الأولي للنفاذ الحر للمعلومات (سنة 2001) عبر توجيه رسالة مفتوحة من قبل ما يقارب 34000 باحث من 180 دولة، طالبوا فيها الناشرين السماح لهم بإتاحة المنشورات العلمية مجانا في مكتبات عامة على الخط. وأعلنوا عن عزمهم إنشاء مكتبة عامة على شبكة الإنترنت قصد توفير المحتوى الكامل لنتائج البحوث المنشورة في علوم الطب والأحياء.

### مبادرة بودابست للنفاذ الحر
كانت من المبادرات الأولى (إن لم نقول البداية الحقيقية: منذ فيفري 2002) التي سعت لتحقيق فكرة النفاذ الحر للمعلومة.فقد لعبت دور فعال وتحفيزي في إصدار محتويات ودوريات علمية مُحكمة، إضافة إلى نشر قواعد بيانات تتضمن نصوصاً كاملة، ما يتيح الاستفادة منها للعموم عبر الإنترنت، وخاصة للباحثين وأعطت الفرصة للجميع للتعامل الحر مع المعلومات قراءةً ونسخاً وتبادلاً وبحثاً. وتمثلت أهم مساهمتها في حصر المصطلحات وتحديد مفاهيمها، إلى جانب توفير الدعم المالي وتقديم توصيات لإيجاد التفاعل الكافي والحيوي بين كافة المتداخلين في مجال الإعلام والبحث العلمي.
و عرفت الوصول/النفاذ الحر كالتالى:
يوجد العديد من الانواع والدرجات لوصول اوسع وأسهل للأداب المتعددة.بمعنى ان بواسطة «الوصول الحر»، هذه الاداب متاحة مجانا من خلال الإنترنت للعامة، تسمح لأى مستخدم ان يقرأ، يطبع، يحمل، يبحث، يأخذ نسخ، يوزع أو يصل للنصوص الكاملة لهذه المواد، استخدامهم للفهرسة، أو حتى لغرض قانونى، دون أي قيود مالية أو قانونية أو تقنية أخرى من تلك التي لا يمكن فصلها عن الوصول إلى شبكة الإنترنت نفسها. والقيد الوحيد على استنساخها وتوزيعها، والدور الوحيد لحقوق الطبع والنشر في هذا المجال هو التحقق من سلامه المحتوى واعطاء الحق للكتاب والعلماء أصحاب هذه المواد أن يتم الاعتراف والاستشهاد بهم كأصحاب لهذا العمل.
.

### بيان بيثيسدا للنشر الحر
أضاف بيان بيثيسدا أو بديستا الذي دعا إليه 24 باحث من دول واختصاصات متعددة، على وجوب أن يكون المستخدمون قادرين على نسخ واستخدام وتوزيع ونقل وعرض العمل للجمهور وتقديم وتوزيع المصنفات المشتقة، في أي وسيط رقمي لأي غرض، مع مراعاة الاسناد الصحيح لصاحب العمل، ليصنف العمل من ضمن الأعمال المتاحة بواسطة النفاذ الحر.

### إعلان برلين حول النفاذ الحر إلى المعرفة في العلوم والإنسانيات
دعى إليه ما يقارب 136 هيئة من مختلف أنحاء العالم (أكتوبر 2003) وانطلاقاً من اعتبار الإنترنت أداة لخدمة المعرفة، دعا إلى تكوين خزان للمعرفة الإنسانية وللتراث الثقافي لنشر المعرفة واقتسامها مع العالم.

## موقف المؤسسات الحكومية والمؤسسات الممولة للبحث العلمي
يتواصل النقاش المستمر حول الطرق المختلفة لإتاحة الوصول الحر وجدواها الاقتصادية والاعتمادية، ويدور هذا انقاش بين كل من الباحثين والأكاديميين وأمناء المكتبات ومديري الجامعات ووكالات التمويل والمسؤولين الحكوميين والناشرين التجاريين، وهيئات التحرير وأعضاء المجتمع المدني.
في عام 2006, أوصت المفوضية الأوروبية بإتخاذ الخطوات اللازمة لفتح الطريق أمام الإتاحة الحرة لنتائج البحث العلمي الممول من قبل الاتحاد الأوربي. وقد أكد المجلس الاستشاري الأوروبي للبحوث العلمية (EURAB) على أهمية هذه التوصيات، وبناءً على ذلك تم إنشاء مشروع
OpenAIRE Open Access Infrastructure for Research in Europe.

## انتشار الوصول الحر

### الأرشفة الذاتية
السجل الخاص الذي يقوم بتسجيل مستودعات الأرشفة الذاتية لدى المؤسسات المختلفة يسمى بـ (Registry of Open Access Repositories (ROAR. وظيفته الأساسية هي تسجيل المستودعات المختلفة للأتاحة الحرة عن طريق الأرشفة الذاتية، وأيضا تسجيل النمو في عدد الملفات المتاحة في هذه المستودات. قد تم تسجيل أكثر من 3400 مستودع في هذا السجل حتى نهاية شهر أكتوبر سنة 2015.

### تفويض الوصول الحر (Open Access Mandates)
تفويض الوصول الحر هي سياسة تتبناها مؤسسة بحثية أو جهة تمويل أبحاث أو حكومة تستدعي من الباحثين (مثلاً، كلية جامعية أو متلقو المنحة البحثية أن يجعلوا المجلات الخاضعة لمراجعة الأقران ودوريات المؤتمرات ذات إمكانية الوصول الحر من خلال الأرشفة الذاتية للمسودات النهائية المُراجعة من الأقران في مركز وصول حر أو مستودع مؤسسي. ويمكن للمستخدمين المحتملين عبر الإنترنت الوصول الحر إلى مواد الوصول الحر. ويقوم سجل مستودعات الوصول الحر لسياسات الأرشفة الإلزامية (سجل مستودعات الوصول الحر) القابل للبحث فيه الموجود بـجامعة ساوثهامبتون بفهرسة أوامر الوصول الحر المؤسسية والحكومية والخاصة بالممول (والكتاب المصدري للمعلومات العلمية للوصول الحر بالإضافة إلى موقع «تمكين العلم الحر» ومخطط النتائج الفصلية).
وفي استطلاعات دولية وعبر التخصصات أجراها سوان (2005)، استجابت الغالبية العظمى من الباحثين بأنهم سيقومون بإجراء الأرشفة الذاتية طوعًا إذا منحتهم مؤسساتهم أو الممولون تفويضًا بذلك. وأكدت دراسات النتائج التي أجراها سيل (2006) على نتائج هذه الاستطلاعات. ويتتبع سجل مستودعات الوصول الحر (ROAR) التابع لجامعة ساوثهامبتون معدل زيادة المستودعات المؤسسية المفوضة وغير المفوضة بالوصول الحر على مستوى العالم.
قامت الجهات الحكومية المختصة لتمويل البحث العلمى في المملكة المتحدة (en:Research Councils UK) بالزام كل من العلماء والباحثين الذي تم تمويلهم من قبل هذه الجهات ان يقوموا باتاحة اعمالهم البحثية والعلمية عن طريق الوصول الحر. وهذه الشروط موضحة في الوثيقة المنشورة عام 2013 بعنوان RCUK Policy on Open Access and Guidance.

### مبادرات الوصول الحر للكتب

#### Knowledge Unlatched («المعرفة بلا قبود»)
مشروع لا يهدف للربح مسجل كمشروع لمصلحة المجتمع في المملكة المتحدة. الهدف منه إنشاء اتحاد عالمى للمكتبات لتمويل الوصول الحر للكتب.
انشىْ في سبتمبر 2012، بواسطة الناشرة وسيدة الأعمال فرانسيس بينتر. جاءت الفكرة بعد ظهور مشاكل وأزمات في طباعة ونشر الكتب وكذلك الفرص التي تتيحها التكنولوجيا الرقمية والوصول الحر للمعلومات.
اثارت بينتر فكرة إنشاء اتحاد عالمى للمكتبات لتمويل الوصول الحر للكتب، في مؤتمر عام 2010.
في عام 2012 استضاف روبرت دارنتون، مكتبى من جامعة هارفرد، اجتماعا لقادة المكتبات الرئيسية في الولايات المتحدة والمطابع الأكاديمية لمناقشة نفس الفكرة.
تقوم هذه المبادرة على مشاركة مكتبات كثيرة حول العالم بدفع مبلغ محدد يغطي تكاليف نشر عنوان واحد لدى الناشر كي يعوضه عن المكاسب المحققة من نشره وطباعته، وفي المقابل يصبح هذا العنوان متاحا للتحميل بالكامل من خلال en:OAPEN وكذلك من خلال المكتبة الرقمية en:HathiTrust ويتم الإتاحة برخصة (رخص المشاع الإبداعي).
رسوم العنوان تكون مبلغ ثابت، لذلك كلما اشترك عدد أكبر من المكتبات كلما قل المبلغ المدفوع من كل مكتبة.
شاركت أكثر من 300 مكتبة في الدورة الأولى لهذا المشروع وكانت الكتب المختارة في مجال العلوم الإنسانية والاجتماعية، خاصة التاريخ والسياسة والأدب والإعلام والاتصالات. بدأت الدورة الثانية في اكتوبرعام 2015، وتم إضافة مجال الأنثروبولوجيا.
في عام 2015، تم اعلان
 ان جوجل سكولار ستبدأ في تكشيف وصول حر للكتب من خلال الشبكات الأوروبية لنشر الوصل الحر OAPEN.
تقوم هذه المبادرة على مشاركة مكتبات كثيرة حول العالم بدفع تكاليف ورسوم عنوان واحد للناشر، في المقابل يكون هذا العنوان متاح للتحميل بالكامل من خلال Creative Commons مرخص عن طريق OAPEN وكذلك من خلال المكتبة الرقمية HathiTrust. رسوم العنوان تكون مبلغ ثابت، لذلك كلما اشترك عدد أكبر من المكتبات كلما قل المبلغ المدفوع من كل مكتبة.
شاركت أكثر من 300 مكتبة في الدورة الأولى لهذا المشروع وكانت الكتب المختارة في مجال العلوم الإنسانية والاجتماعية، خاصة التاريخ والسياسة والأدب والإعلام والاتصالات. بدأت الدورة الثانية في اكتوبرعام 2015، وتم إضافة مجال الأنثروبولوجيا.

#### Open Book Publishers («ناشرى الكتاب الحر»)
en:Open Book Publishers هو مشروع للوصول الحر للكتب الدراسية والاكاديمية، تم انشاءه في عام 2008 بواسطة مكتبيين من جامعة كامبريدج بالمملكة المتحدة، وفي ربيع 2014، أصبح الفهرس يحتوى على 41 كتاب متاح مجانا للقراءة على Google books.
يتم تمويل هذا المشروع من خلال منح النشر ومساهمات المؤلفين، وكذلك بيع الكتب الالكترونية والمطبوعة أو من خلال إعادة الاستثمار وغيرها من الممارسات المبتكرة لجمع التبرعات.

## النفاذ الحر في البلدان العربية

### تونس
أنّ المستودع المفتوح الوحيد في تونس الذي أحصاه المراقبون إلى حد سنة 2013 هو مستودع edoc-uvt التابع لجامعة تونس الافتراضية وهو باللغة الفرنسية. ورغم ما نسجله من نقائص لهذا المصدر فإنه يعتبر جيدا مقارنة بالمستودعات العربية والإفريقية حيث تبوأ حسب التصنيف والترتيب للموقع "واب متريكس" ققد تبوأ سنة 2013 المرتبة الرابعة عربيا، والمرتبة الثانية والعشرون إفريقيا، والمرتبة 819 عالميا، أما سنة 2015 فتقهقر للمرتبة 11 عربيا والمرتبة 1137 عالميا.
كما أن نظام وثائق المحيطات OceanDocs ، التابع للجنة الأوقيانوغرافية الحكومية الدولية بمنظمة الأمم المتحدة للتربية والعلم والثقافة «اليونسكو»، خصص قسم لتونس يحتوى على مجموعة خاصة بالمعهد الوطني لعلوم وتكنولوجيا البحار بتونس يقوم بالإشراف عليها بنفسه وتحتوي على نشريات المعهد.
و يسعى المركز الوطني الجامعي للتوثيق العلمي والتقني إلى إنشاء مستودع رقمي للأنتاج العلمي الجامعي التونسي عبر تركيز بوابة الأعلام العلمي والتفني التونسية www.pist.tn